# Chusquea culeou
El colihue, coligüe, quila, caña colihue, caña coligüe (del mapudungún kuliw), o caña, de nombre científico Chusquea culeou, es una planta de la familia poáceas (gramíneas) arbustiva perenne de la subfamilia de los bambúes (Bambusoideae). Crece en zonas húmedas de los bosques templados del sur de Chile y del suroeste de Argentina.

## Descripción
Sus hojas son lanceoladas, cubiertas de pelos y con una pequeña espina en la punta. Su flor es una panoja de color castaño y su fruto una cariopsis comestible. A diferencia de la quila, sus cañas son rectas, y pueden medir hasta seis metros de altura.
Una de las particularidades de esta Chusquea es que su madera (la caña) es sólida, lo que la diferencia de la gran mayoría de las Bambusoideae orientales, que son huecas.

## Reproducción y crecimiento
Después de florecer y producir semilla, la planta muere.
Su período de florecimiento es variable: se han documentado florecimientos cada 60 o más años, pero también inferiores a 5 años, por lo que todavía es un misterio la razón por la que ocurre el florecimiento de estas cañas. 
Cuando sucede la floración, la mayoría de los especímenes de una región lo hace al mismo tiempo, generando zonas o manchones de cañas florecidas. luego la caña produce semillas y se seca. 
La enorme cantidad de comida (semillas) disponible que trae está gran floración era aprovechada por los pueblos indígenas para su alimentación; pero la gran abundancia de semillas igualmente puede producir un fenómeno llamado "ratada" —una gran proliferación en población de roedores— entre ellos el conocido ratón colilargo, que es uno de los portadores del hanta virus.
Una vez seca, la caña tarda años en degradarse, por lo que también existen riesgos de incendios forestales.

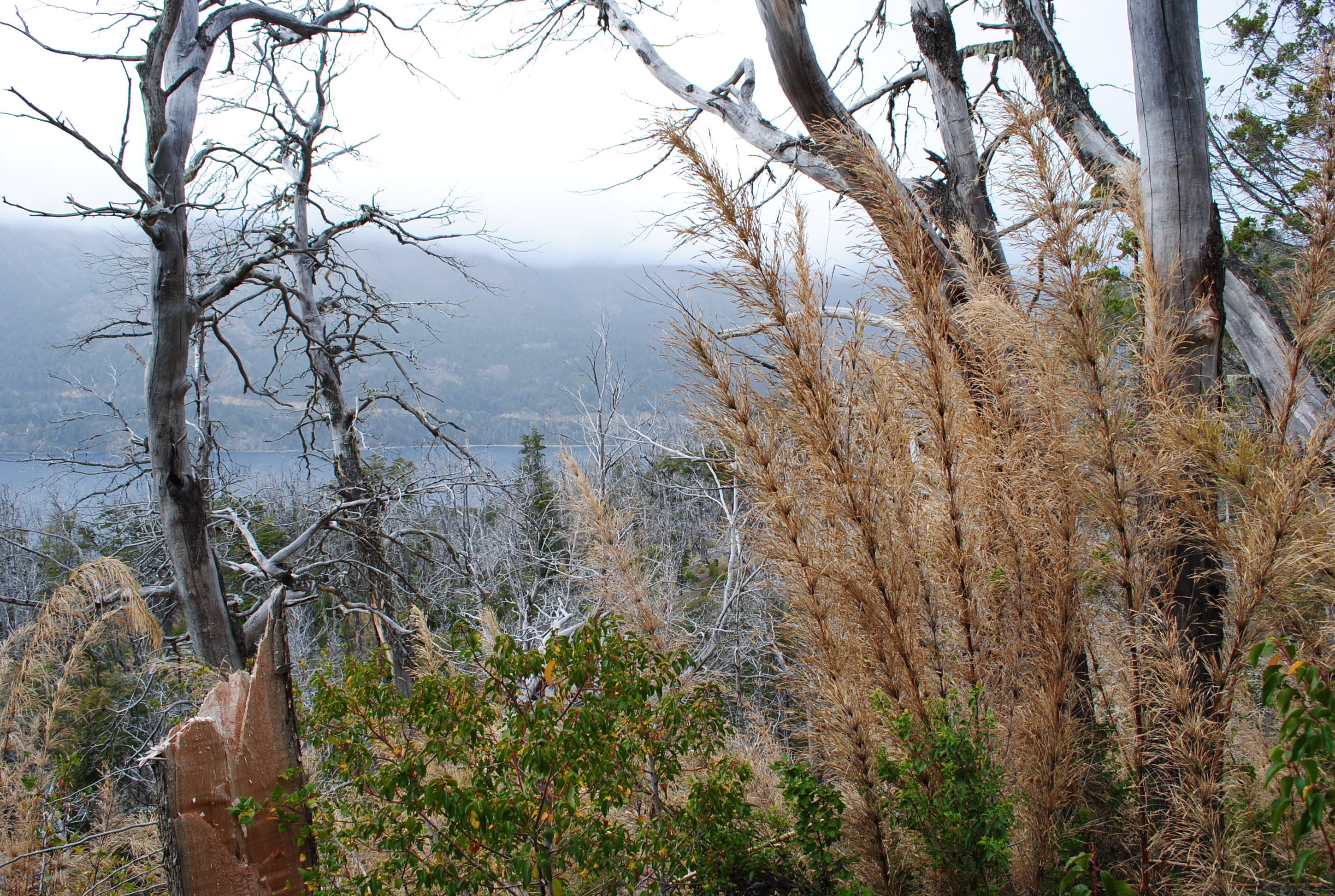
Cañas secas luego de la floración.

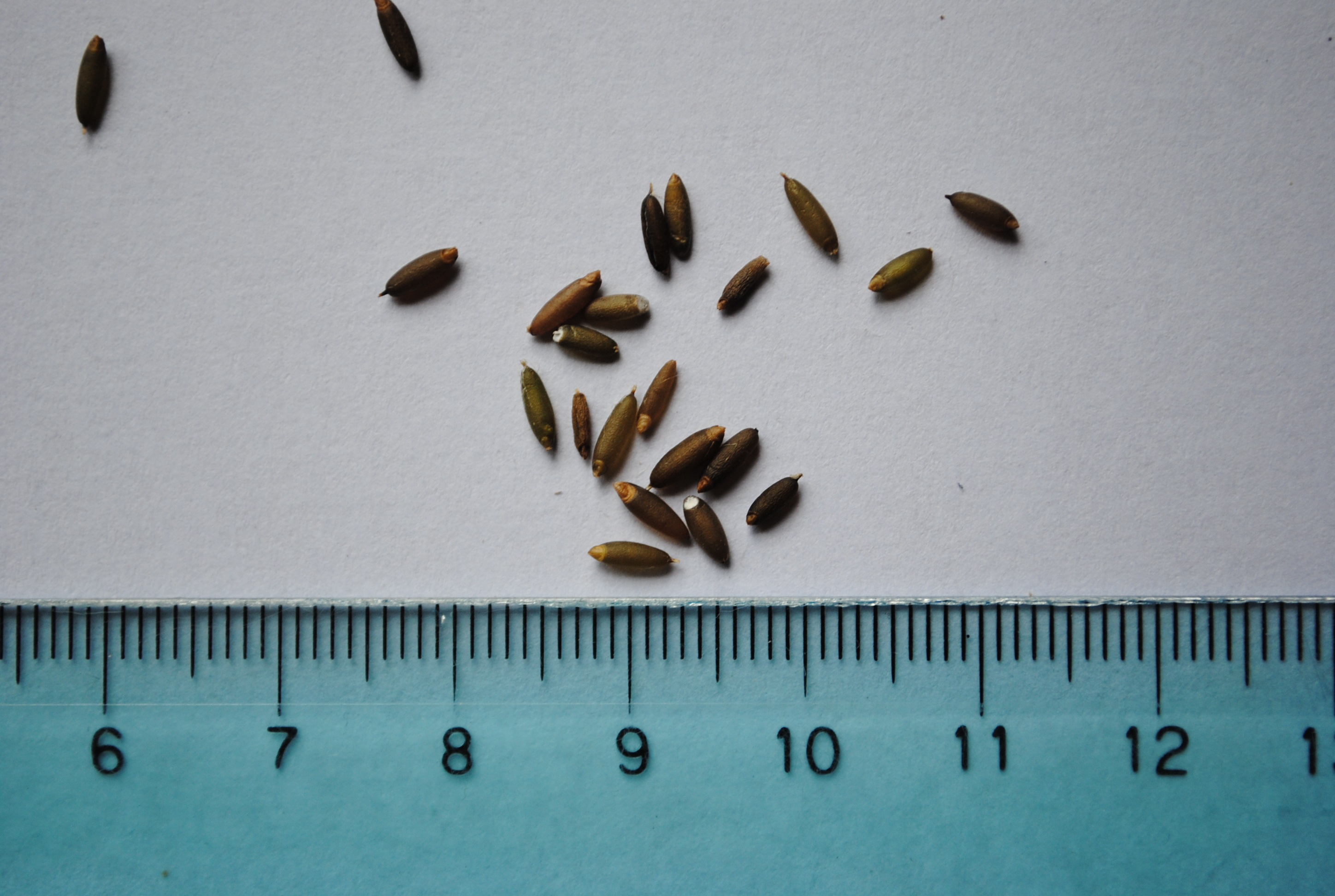
Semillas de caña colihue.

## Usos
Las semillas del colihue son comestibles, aunque no se utilizan comúnmente, ya que como sucede igualmente en muchas otras especies de bambuseas, la planta sólo las produce cada muchos años. Para su consumo suelen ser molidas como harina para diversas preparaciones; o enteras consumidas cocidas de manera similar al arroz. Las partes blandas de tallos y brotes nuevos también son comestibles, y se consumen de similar manera que los palmitos, o pueden ser igualmente consumidos cocidos o asados.
Respecto al uso de su madera, fue utilizada por los indígenas para construir el asta de sus lanzas y los mapuches las siguen usando para hacer el instrumento musical llamado trutruca. Actualmente el uso más masivo del colihue, corresponde a tutores para cultivos hortofrutícolas. Igualmente se utilizan en la manufactura de muebles y revestimientos, restringido para la madera y piezas de diámetros mayores y de mejor calidad; y en la fabricación de artesanías.
Se suele usar como especie ornamental, principalmente en las zonas donde no crece en abundancia.

## Taxonomía
Chusquea culeou fue descrita por Étienne-Émile Desvaux y publicado en Flora Chilena 6: 450, t. 83, f. 2. 1854.
Etimología
Chusquea: nombre genérico que viene del muisca chusky, que según manuscritos coloniales significa "Caña ordinaria de la tierra". Al parecer el nombre científico fue asignado por José Celestino Mutis durante la Expedición Botánica.
Sinonimia
- Chusquea andina Phil.
- Chusquea argentina Parodi
- Chusquea breviglumis Phil.
- Chusquea culeou f. culeou
- Chusquea culeou f. longiramea Parodi
- Chusquea culeou var. tenuis D.C.McClint.[6][7]